# Сарачоглу, Афра
Афра́ Сарачоглу́ (тур. Afra Saraçoğlu; род. 2 декабря 1997, Эдремит, Балыкесир) — турецкая актриса

 театра, кино и телевидения, и фотомодель.
Получила награду «Самое ослепительное достижение» года, GQ Türkiye Men of the Year 2024.
Начала актерскую карьеру в 2015 году с фильма En Güzeli, а затем получила известность благодаря роли Эче Чамкыран в сериале «Госпожа Фазилет и её дочери» (2017—2018). Она также снялась в других популярных постановках, таких как «Дети сестёр», «Учитель» и «Йешильчам». Одна из самых заметных ее ролей — в хитовом сериале «Зимородок» (2022—2025), где она снимается вместе с Мертом Рамазаном Демиром.
Помимо актерской деятельности, она была лицом нескольких брендов, включая Pantene, Elidor и Garnier.

## Ранние годы
Афра Сарачоглу родилась 2 декабря 1997 года в Эдремите (район Балыкесира, Турция) в семье салоникского и критского происхождения. Родители Сарачоглу развелись, когда ей было девять лет, и она вместе со своей матерью Лютфие переехала в Анталию. Сарачоглу получила среднее образование в Анталии, а в 2016 году поступила на факультет сравнительного литературоведения Эскишехирского университета Османгази.

## Карьера
Когда Сарачоглу было четырнадцать лет, она решила улучшить материальное положение своей семьи и попросила мать на время стать её импресарио. Мать смогла подписать для дочери выгодный контракт на пять лет и та оказалась в модельном бизнесе, в котором достигла успехов. Она участвует в модных показах, а также снимается в рекламных роликах и украшает обложки турецких журналов. В 2018 году стала рекламным лицом производителя спортивной одежды Hummel вместе с Альпом Наврузом.
В 2016 году Сарачоглу дебютировала в кино, сыграв роль Чичек в фильме «Второй шанс», а в 2017 году исполнила роль Кайлы в фильме «Плохой парень». С 2017 по 2018 год она играла роль Эдже Чамкыран в телесериале «Госпожа Фазилет и её дочери», а 2018 году получила Молодёжную премию Турции в категории «Лучшая телевизионная актриса второго плана» за эту работу.
В 2018 году вышло два фильма с участием Сарачоглу — «Хорошая игра» (роль Ады) и «Это любовь?» (роль Гюлюм). В 2019 году она сыграла роль Хаят Четин в телесериале «Дети сестёр». В 2020 году сыграла роль Гизем Бозкурт в телесериале «Учитель».
В 2021 году Сарачоглу сыграла роль Тюлин Сайгы в телесериале «Йешильчам». В том же году она приняла участие в театральной постановке «Одна ночь в баре». С 2022 года играет роль Сейран Шанлы в телесериале «Зимородок», за которую получила Молодёжную премию Турции в категории «Лучшая телевизионная актриса» в 2023 году.

## Личная жизнь
С 2018 по 2022 год Сарачоглу встречалась с актёром Мертом Языджиоглу.
С 2023 года Сарачоглу встречается со своим партнёром по сериалу «Зимородок» Мертом Рамазаном Демиром. Пара публично не афиширует отношения и не комментирует слухи, возникающие в социальных сетях и прессе.

## Фильмография
| Год       |   | Русское название            | Оригинальное название    | Роль                   |
| --------- | - | --------------------------- | ------------------------ | ---------------------- |
| 2016      | ф | Второй шанс                 | İkinci Şans              | Чичек                  |
| 2017      | ф | Плохой парень               | Kötü Çocuk               | Кайла                  |
| 2017—2018 | с | Госпожа Фазилет и её дочери | Fazilet Hanım ve Kızları | Эдже Чамкыран / Эгемен |
| 2018      | ф | Хорошая игра                | İyi Oyun                 | Ада                    |
| 2018      | ф | Это любовь?                 | Aşk Bu Mu?               | Гюлюм                  |
| 2019      | с | Дети сестёр                 | Kardeş Çocukları         | Хаят Четин             |
| 2020      | с | Учитель                     | Öğretmen                 | Гизем Бозкурт          |
| 2021      | с | Йешильчам                   | Yeşilçam                 | Тюлин Сайгы            |
| 2022—2025 | с | Зимородок                   | Yalı Çapkını             | Сейран Шанлы / Корхан  |

## Участие в рекламе
- 2018 — Hummel
- 2018 — Pantene
- 2021 — Cornetto
- 2021 — Koton
- 2022 — 2024 — Elidor
- 2023 — Garnier
- 2023 — 2025 — DeFacto
- 2024 — Ülker
- 2024 — Tiffany & Co
- 2024 — 2025 — Balenciaga
- 2024 — 2025 — YSLbeauty
- 2025 — Cartier

## Театральные постановки
- 2021 — «Одна ночь в баре» / Bir Barda Bir Gece

## Награды и номинации
| Год  | Премия                                    | Категория                                      | Работа                      | Результат |
| ---- | ----------------------------------------- | ---------------------------------------------- | --------------------------- | --------- |
| 2018 | 4-я Молодёжная премия Турции              | Лучшая телевизионная актриса второго плана     | Госпожа Фазилет и её дочери | Победа    |
| 2018 | 45-я премия «Золотая бабочка»             | Восходящая звезда                              |                             | Победа    |
| 2021 | 47-я премия «Золотая бабочка»             | Лучшая телевизионная пара (с Чагатаем Улусоем) | Йешильчам                   | Номинация |
| 2022 | 48-я премия «Золотая бабочка»             | Лучшая женская роль                            | Йешильчам                   | Номинация |
| 2023 | 17-я премия Галатасарайского университета | Лучший прорыв в сериале / фильме               | Зимородок                   | Победа    |
| 2023 | 8-я Молодёжная премия Турции              | Лучшая телевизионная актриса                   | Зимородок                   | Победа    |